# Elesjnitsa (vattendrag i Bulgarien, Kjustendil)
Elesjnitsa (bulgariska: Елешница) är ett vattendrag i Bulgarien.   Det ligger i regionen Kjustendil, i den västra delen av landet, 60 km sydväst om huvudstaden Sofia.
I omgivningarna runt Elesjnitsa växer i huvudsak blandskog. Runt Elesjnitsa är det ganska glesbefolkat, med 36 invånare per kvadratkilometer.